# Tsung Yeh
Yeh Tsung (chinesisch 葉聰 / 叶聪, Pinyin Yè Cōng; * 17. Mai 1950 in Shanghai), bekannt als Tsung Yeh, ist ein chinesischer Dirigent.

## Leben
Yeh hatte ab dem fünften Lebensjahr Klavierunterricht bei seiner Mutter, die Gesangslehrerin war. Zehnjährig trat er in das Konservatorium von Shanghai ein. Seine Ausbildung am Konservatorium wurde durch die Kulturrevolution 1966 beendet. Er nahm dann insgeheim weiteren Unterricht in seinem Elternhaus, bis seine Eltern verdächtigt wurden, Spione zu sein, und er auf ein Dorf verschickt wurde, wo er ein Jahr als Bauer leben musste. Nach dem Ende der Kulturrevolution setzte er sein Studium fort. Unter dem Eindruck von Konzerten westlicher Orchester in China studierte er nun neben Klavier auch Dirigieren.
1981 erhielt er ein Stipendium für ein Studium am Mannes College of Music. Er zog in die USA und absolvierte nach dem Abschluss als Jahresbester am Mannes College ein Postgraduiertenstudium an der Yale University. Ab 1984 dirigierte er das Saint Louis Symphony Orchestra, 1987 wurde er Dirigent des Florida Orchestra. In der Folgezeit arbeitete er mit Orchestern wie dem Albany Symphony Orchestra, dem Hua Xia Ensemble in Peking, dem Northwest Indiana Symphony Orchestra und der Hong Kong Sinfonietta zusammen. Seit 1988 ist er außerdem Musikdirektor des South Bend Symphony Orchestra.
2002 übernahm Yeh die Leitung des Singapore Chinese Orchestra und war damit der einzige Dirigent, der gleichzeitig ein westliches und ein chinesisches Orchester leitete. Für seine Verdienste um die Musik in Singapur wurde er 2013 mit dem Cultural Medaillon ausgezeichnet.